# Cumulus (organisation)
Cumulus är en internationell samarbetsorganisation för högre utbildning och forskning inom konst, design och media. Organisationen har 198 medlemmar från 49 länder som består av högskolor och universitet inom designområdet.
Organisationen syftar till att förmedla kunskap och "best practices" genom partnerskap, konferenser, workshops och projekt i samarbete mellan medlemmar och andra intressenter.
Organisationen bildades år 1990, har sitt säte i Helsingfors och är erkänd av Unesco sedan 2011. 

## Svenska medlemmar i Cumulus
- Designhögskolan i Umeå
- Högskolan för design och konsthantverk, Göteborgs universitet
- Industridesignskolan, Lunds universitet
- Institutionen för Design, Linnéuniversitetet
- Institutionen för produkt- och produktionsutveckling, Chalmers tekniska högskola
- Konstfack
- Textilhögskolan, Högskolan i Borås